# Bourrous
Bourrous  (in arabo بوروس‎?) è un centro abitato e comune rurale del Marocco situato nella provincia di Rehamna, regione di Marrakech-Safi. Conta una popolazione di 5 986 abitanti (censimento 2014).